# Heinrich Bohnsack
Heinrich Bohnsack (vollständiger Name August Heinrich Bohnsack; * 8. April 1735 in Borckau in Mecklenburg; † 13. April 1815 in Hannover) war ein deutscher Offizier und Verfasser eines Tagebuchs für die Jahre 1803 bis 1814. Sein Werk gilt als einer der wichtigen Augenzeugen-Berichte über die Zeit unter der Besatzung Deutschlands durch die Truppen von Napoleon Bonaparte.

## Leben
Der 1735 in Mecklenburg geborene Heinrich Bohnsack trat 1755 im Kurfürstentum Braunschweig-Lüneburg als Artillerist in die hannoversche Armee ein. Im Jahr des Beginns der Französischen Revolution wurde er 1789 zum Major befördert. 1794 wurde er pensioniert.
In seinem Ruhestand lebte Bohnsack in der Calenberger Neustadt vor Hannover. Während der sogenannten „Franzosenzeit“ bis zum Beginn des Königreichs Hannover verfasste er in mehr als einem Jahrzehnt ein Tagebuch über die erlebten Ereignisse der Jahre von 1803 bis 1814. Titel des Werkes: Diarium von demjenigen, welches ich seit dem Jahre 1803 in Hannover gesehen. In dieser Zeit wohnte er im Haus in der Calenberger Straße 236, dessen Eigentümer und Hauswirt der Bäcker und Getreidehändler Johann Gerhard Helmcke war.